# Alfa-mágneses spektrométer

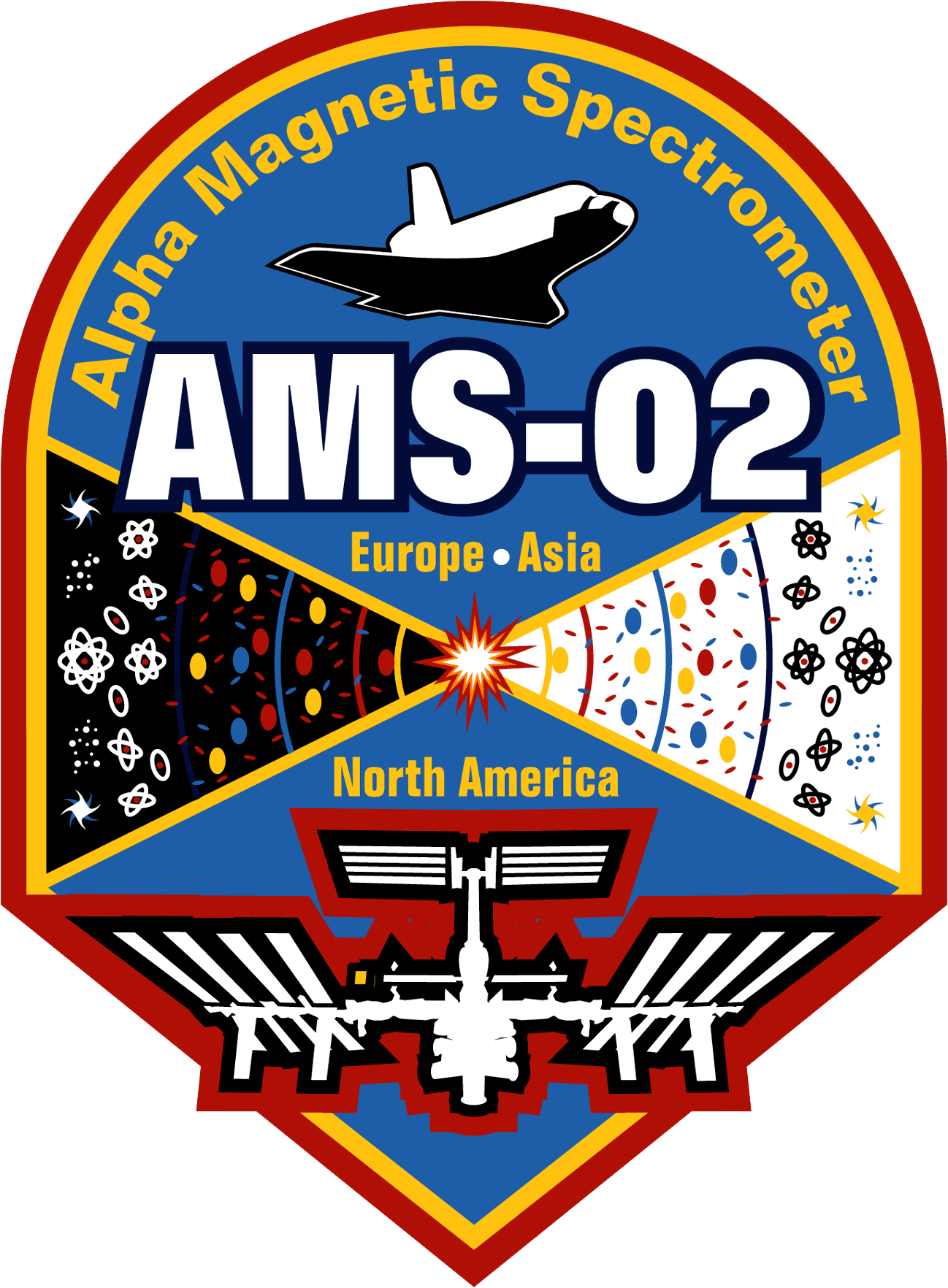
Az AMS-02 jelvénye

Az alfa-mágneses spektrométer (AMS) egy részecskefizikai kutatóeszköz, amely a Nemzetközi Űrállomáshoz kapcsolva a kozmikus sugárzás mérésével kutat sötét anyag és antianyag után. A megépített berendezés feljuttatását a Nemzetközi Űrállomásra az Endeavour űrrepülőgép STS–134 küldetésén végezték 2011 májusában.

## Tudományos céljai

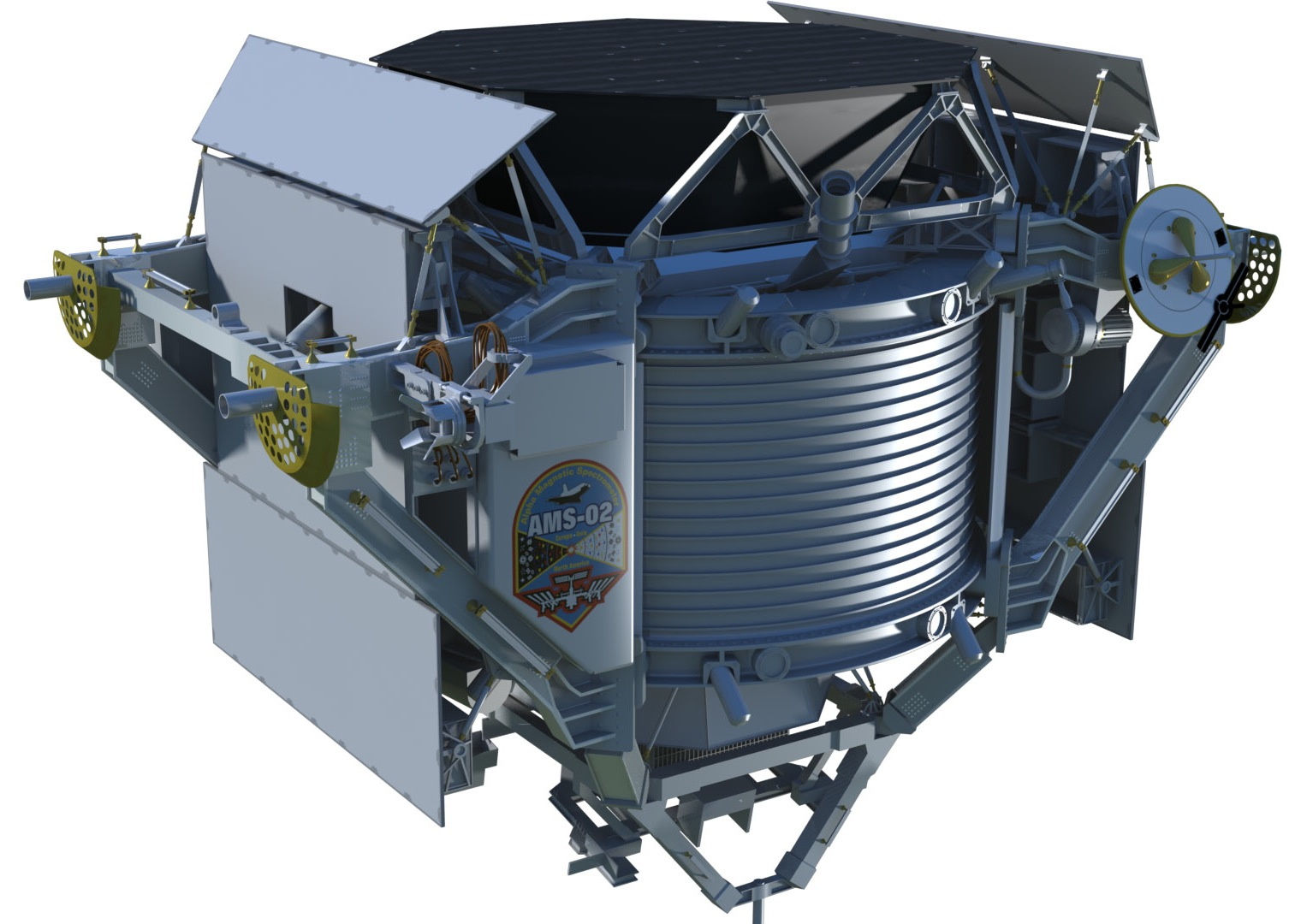
Az AMS-02 rajza (NASA)

Az AMS-sel a kozmikus sugárzás forrásait kutatják. A megfigyelt részecskék tulajdonságaiból a világegyetemünket létrehozó folyamatokra lehet következtetni. A megfigyelési eredmények kozmológiai világképünk pontosabb kialakítását segíthetik.
Az AMS segíthet az alábbi kérdések megválaszolásában:
- Hova tűnt az antianyag az Univerzumból?
- Hol van az Univerzum elveszett tömege, az úgynevezett „hideg sötét anyag”?
- Előfordul-e „idegen kvark anyag” a kozmikus sugárzásban?
- Mennyi idős a kozmikus sugárzás?
- Honnan jön a nagyenergiájú gamma-sugárzás?
- Mi történik a kozmikus sugárzással a Föld mágneses terében?
- Mi történik a relativisztikus részecskékkel egy mikrokvazár elhagyása után?
- Maradtak-e az ősrobbanás után mikroszkopikus fekete lyukak?

Mindezeken felül alkalmas lehet eddig még nem észlelt részecskefajták felfedezésére is.

## Felépítése
Az AMS egy tartókeretbe foglalt erős mágnesből, a mágnesre szerelt hat fő érzékelőből és az ezeket kiszolgáló berendezésekből áll. A berendezés összesen 6371 kg tömegű, teljesítményigénye 2500 W. Az érzékelők egy rácsszerkezetbe vannak foglalva, erre a vannak felszerelve a hőszabályozó, az elektromos- és vezérlőrendszerek blokkjai. A berendezést műanyag burkolólapok védik a Nap hősugárzásától és a mikrometeoroidoktól.

### Érzékelők
- Transition Radiation Detector (TRD): áthaladó sugárzás érzékelő. A detektor anyagával ütköző nagy energiájú részecskék által keltett röntgensugárzást érzékeli, ez alapján a beérkező részecskék főbb típusai azonosíthatók.
- Silicon Tracker: szilícium alapú nyomkövető egység. A mágnes által eltérített részecskék pályáját követi nyomon nyolc egymás alatti rétegben elhelyezett érzékelőlappal. Az esetlegesen újonnan felfedezett részecskék a mágneses térben leírt pályájuk alapján azonosíthatók be.
- Time of Flight Counters (TOF): repülési időt mérő érzékelő. A két egységben, a nyomkövető tetején és az alján elhelyezett átlátszó műanyag lapokból álló érzékelőpáros a nagy energiájú részecskék áthaladását külön-külön érzékeli. A lapokon áthaladó részecskék keltette fénykibocsátást fotoelektron-sokszorozók alakítják elektromos jellé. A műszer érzékelési irányában haladó részecskék áthaladnak mindkét érzékelőegységen. Ez alapján aktiválják a többi érzékelőt. A két érzékelőn való áthaladás közötti időből meghatározható a részecskék sebessége.
- Ring imaging Cherenkov detector (RICH): gyűrűs képalkotó Cserenkov-sugárzás detektor. A berendezés aerogél és nátrium-fluorid kristályokból álló anyagába csapódó és ott lefékeződő részecskék keltette Cserenkov-sugárzás gyűrű alakú mintázatait érzékeli. Ez alapján meghatározható a részecskék sebessége, és a TOF sebességadatai tovább pontosíthatók.
- Electromagnetic calorimeter (ECAL): elektromágneses kaloriméter. A több száz rétegnyi műanyagszálakból álló tömbbe csapódó részecskék lefékeződése közben kibocsátott fényből alkotott kép segítségével azok típusa pontosan beazonosítható és meghatározható az energiájuk.
- Anti-coincide veto counter (ACC): nem egybeeső irányú részecskéket elvető számláló. Az AMS-t minden irányból éri a kozmikus sugárzás. A nyomkövető egység oldalát hengerpalást alakban borító, a TOF-hoz hasonló érzékelő a berendezés irányával nem egybeeső részecskéket érzékeli, lehetővé téve a TOF mindkét rétegét átszelő, de az ACC-t nem érintő részecskék kiválasztását. A többi érzékelő így a berendezést minden irányból érő másodpercenként kb. 10 000 részecskéből csak a megfelelő irányból érő, az összes érzékelőn áthaladó, másodpercenként kb. 2000 részecskére összpontosíthat.

### Fontosabb kiegészítő berendezések
A legfontosabb kiegészítő berendezés a részecskéket eltérítő mágnes.
Az eredeti terv szerint egy 2350 kg össztömegű nióbium-titán huzalból tekercselt ultratiszta alumínium burkolatú szupravezető mágnes 0,865 tesla erősségű mágneses teret állított volna elő. Ezt a mágnest 360 kg szuperfolyékony hélium párologtatásával hűtik 1,8 kelvin fokos hőmérsékletre. A hűtéshez használt folyékony hélium lassú fogyása három évre korlátozza a mágnes élettartamát. A szupravezető mágnest továbbá úgy kellett tekercselni, hogy a berendezésen kívülre jutó mágneses mező minimális legyen, mert különben az erős mágnesre hatással lenne a Föld mágneses mezeje, ami elforgatná az űrállomást is.
Miután 2010-ben megegyezés született a Nemzetközi Űrállomás élettartamának legalább 2020-ig való kiterjesztéséről, a programban részt vevő felek 2010 áprilisában megegyeztek, hogy az eredetileg tervezett szupravezető mágnest állandó mágnesre cserélik. A 6000 db 50,8mm x 50,8mm x 25,4mm-es blokkból álló neodímium mágnes csak 0,15 tesla erősségű mágneses teret hoz létre, ezért az eszköz érzékenysége 2-3,5 arányban kisebb lesz az eredeti tervhez képest. Cserébe a műszer élettartama 3 évről 10 évre növekszik, mert az állandó mágnest nem kell hűteni.
A gázellátó rendszer kb. 45 kg, két nagynyomású tartályban tárolt, 80% xenonból és 20% szén-dioxidból álló gázkeverékkel tartja fenn a TRD detektor 300 liter gázt befogadó csőrendszerének feltöltöttségét.
Az AMS-t felszerelték két csillagérzékelővel a detektor irányának és helyzetének menet közbeni pontos meghatározására, továbbá egy GPS vevőberendezéssel, a belső óra pontos szinkronizálására.
A műhold fedélzetén 650 processzorból álló szuperszámítógépet helyeznek el. Erre azért van szükség, mert az érzékelők által folyamatosan szállított óriási mennyiségű (terabit nagyságrendű) nyers adatot fölösleges (és technikailag lehetetlen) lenne a Földre sugározni.
Ehhez a szuperszámítógéphez nagyjából 2,5 kW teljesítmény szükséges. Ekkora teljesítmény előállítása szintén nehézségekbe ütközne a mai napelemekkel, az egyetlen alternatíva a Nemzetközi Űrállomáson való elhelyezés, ahol 100 kW nagyságrendben áll rendelkezésre teljesítmény.
Az AMS tervezett élettartama 10 év. Az élettartamot elsősorban a TRD detektorokban használt CO2/Xe gázkeverék fogyása korlátozza. Mivel a vizsgált kozmikus sugárzás a detektort és a kiszolgáló berendezéseket is károsítja, ezért ezeknek a működési idővel növekvő számú meghibásodása is élettartamot korlátozó tényező.

## Energiakülönbség a Nagy Hadronütköztetőhöz képest
A jelenlegi legnagyobb teljesítményű részecskegyorsító a Nagy Hadronütköztető (Large Hadron Collider, LHC) a CERN-ben. Ez legfeljebb 7 tera-elektronvolt (TeV) energiával képest részecskéket ütköztetni. Az egyik alapvető különbség az, hogy az AMS-t detektálásra találták ki, a LHC-t pedig ütköztetésre, ennek megfelelően az AMS-nek nincs (vagy alig) van korlátja, míg az LHC nem képes bármekkora energiájú részecskét ütköztetni. Ezzel szemben az AMS által érzékelhető kozmikus sugarak lehetnek akár 100 millió teraelektronvolt energiájúak is.
A másik fontos különbség az, hogy míg a Nagy Hadronütköztetővel csak már ismert részecskéket tudnak ütköztetni, az AMS képes rá, hogy eddig a fizika által nem ismert részecskéket detektáljon.

## Történet

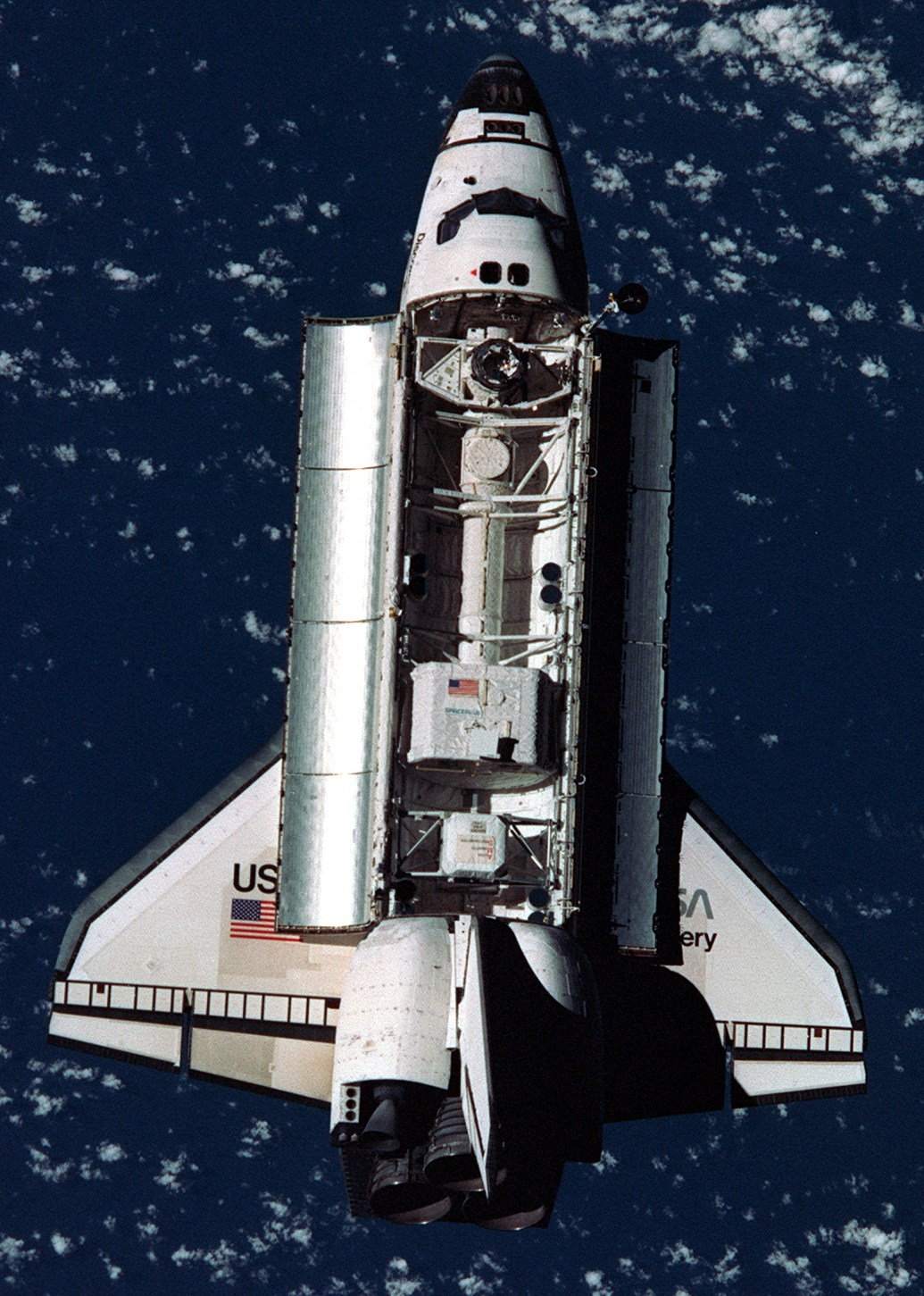
Az AMS-01 a Discovery űrrepülőgép rakterében leghátul, az STS–91 repülésen, 1998 júniusában

Az AMS megépítését 1995-ben javasolta Samuel Ting Nobel-díjas részecskefizikus (fizika, 1976) (a Massachusetts Institute of Technology professzora), nem sokkal az általa korábban javasolt Szuper Részecskegyorsító programjának törlése után. A berendezés építésében 15 ország 31 kutatóintézetének 500 tudósa vett részt. A fejlesztés és az építés költségei 2007-ben elérték az 1,5 milliárd dollárt.

### AMS–01
Az AMS prototípusát, az AMS–01-et az STS–91 küldetésen próbálták ki 1998 júniusában. A repülés alatt az AMS–01 összesen kb. 100 órán keresztül működött. Működése során kb. 3 millió hélium atommagot (alfa részecskét) érzékeltek, antihélium atommagot viszont nem sikerült észlelni.

### AMS–02
Az AMS–02 a Nemzetközi Űrállomásra tervezett nagyobb méretű és teljesítményű változat. A Columbia űrrepülőgép 2003-as katasztrófája után az űrrepülő indítások számát csökkentették, a hátralévő repüléseken az AMS-nek már nem maradt hely az űrrepülő rakterében. A berendezés építése ekkor már előrehaladott állapotban volt, az alkatrészek 2004-ben érkeztek Zürichbe összeszerelésre, ezért a NASA az építés befejezése mellett döntött. 2006 folyamán a NASA alternatív feljuttatási lehetőségeket vizsgált meg, azonban ezeket túl drágának találták. 2008 folyamán egy kiegészítő űrrepülő küldetésre készült javaslat, amelynek 2009-es többletköltségeit az Amerikai Egyesült Államok Kongresszusa 2008. szeptember 25-én, az elnök 2008. szeptember 27-én hagyta jóvá.
A szerkezetet az STS-134 repülés keretében vitték fel az ISS-re, ahol 2011. május 16-óta üzemel.

## Külső hivatkozások
- Az AMS-02 műszer hivatalos honlapja
- Az AMS hivatalos honlapja
- In Search of Antimatter Galaxies, 2009-08-14[halott link]